# Theo (Mississippi)
Theo est une localité non constituée en municipalité, situé dans le comté d'Alcorn, dans l'État du Mississippi, aux États-Unis. Elle est située à environ 4,5 miles (7,2 km) au sud de la frontière du Tennessee, et à environ 12 miles (19 km) à l'ouest de Corinth. Elle compte aujourd'hui moins d'une centaine d'habitants.

## Histoire
À la fin du XIXe siècle, elle comptait entre 20 et 68 habitants. Dans les années 1890, la région était très fréquentée et, bien qu'il y avait des routes et plusieurs bureaux de poste dans les localités environnantes, il n'y avait pas de gare à Theo.

## Géographie

### Climat
Située dans un environnement subtropical, la région constitue une zone de transition écologique entre deux écosystèmes, avec des étés particulièrement chauds et humides.[réf. nécessaire]

### Transports
Theo est traversée par la route 72 (U.S. Route 72), qui la connecte notamment à Corinth à l'est et à Walnut à l'ouest.

## Population et société

### Services publics
Theo est une petite localité résidentielle rurale possédant peu de services publics.[réf. nécessaire]

#### Service d'incendie
Les services d'urgence sont fournis par le Service d'incendie volontaire de l'Union Center Theo, situé dans le comté de Tippah à Walnut.

#### Service postal
Theo ne dispose plus de son propre bureau de poste depuis 2014, elle bénéficie ainsi du code postal 38834 conjointement avec Kossuth et Corinth. Elle disposait cependant de son propre bureau de poste par le passé.

### Culture
Theo possède trois églises : la Theo Church of Christ, la Theo Holiness Church et la Shiloh Baptist Church.